# Vacak, az erdő hőse
A Vacak, az erdő hőse (eredeti cím: Tiny Heroes) 1997-ben bemutatott magyar–amerikai–német rajzfilm, amely a Vacak, a hetedik testvér folytatása. Az animációs játékfilm rendezői Gémes József és Koltai Jenő, producere Mikulás Ferenc. A forgatókönyvet Ray Goldrup és Scott Murphy írta, a zenéjét Alan Williams szerezte. A mozifilm a Feature Films for Families és az InterPannonia gyártásában készült. Műfaja kalandos fantasy filmvígjáték.
Németországban 1997. április 19-én mutatták be a mozikban, Amerikában 1997. november 19-én, Magyarországon 1997. október 1-jén adták ki VHS-en.

## Szereplők
| Szereplő       | Eredeti hang             | Magyar hang                           |
| -------------- | ------------------------ | ------------------------------------- |
| Vacak          | Aaron Bybee              | Szalay Csongor                        |
| Bagoly doktor  | Joe Requa                | Makay Sándor                          |
| Patkány Boris  | Oly Jeffson              | Balázs Péter                          |
| Díszpinty      | Duane Stevens            | Józsa Imre                            |
| Tasli          | Joey Lopez               | Harsányi Bence                        |
| Okoska         | Christina Schaub         | Harsányi Bence                        |
| Okoska         | Christina Schaub         | Nemes Takách Kata                     |
| Karotta        | Laura Schultties         |                                       |
| Musz-Musz      | Sarah Baker              | Mánya Zsófi                           |
| Pufi           | Andy Soren               | Szvetlov Balázs                       |
| Málé           | Logan Hall               | Hamvas Dániel                         |
| Kóbor úr       | Rick Macy                | Csernák János                         |
| Zsófi          | Katie Moyes              | Molnár Ilona                          |
| Zsófi nagyapja | Dick Dayhuff             | Kenderesi Tibor                       |
| Nyuszimama     | Marge Watson             | Menszátor Magdolna                    |
| Nyuszipapa     | Alan Peterson            | Verebély Iván                         |
| Farkinca       | Christopher Robin Miller | Lippai László László Boldizsár (ének) |
| Szarka         | Linda Bearman            | Bíró Anikó                            |
| Fogas          | Brad Slocum              | Csonka András                         |
| Büdi           | Kevin Rahn               | Kassai Károly                         |
| Sólyom         | Jon Carter               | Janovics Sándor                       |
| Maurice        | Mel Martin               | Imre István                           |
| Basil, a sül   | Mike Bills               | Wohlmuth István                       |
| Borz           | Mike McDonough           | Wohlmuth István                       |
| Egér           | Forrest Baker            | Wohlmuth István                       |
| Hód papa       | Chad Larsen              | Pálfai Péter                          |
| Mosómedve papa | Marv Curtis              | Albert Gábor                          |
| Róka           | Fred Healy               | Albert Gábor                          |
| Bűzös borz     | Golfo Lambros            | Beratin Gábor                         |
| Teknős         | Manual Dexterity         | Simon Aladár                          |
| Sünpapa        | Duane Stevens            | Simon Aladár                          |
| Pézsmapocok    | Duane Stevens            | Várday Zoltán                         |
| Vaddisznó      | Rick Larsen              | Lázár Sándor                          |
| Tatu           | Carl Bowers              | F. Nagy Zoltán                        |
| Fekete rigó    | Mary Parker Williams     | Oláh Orsolya                          |
| Oposszum       | Sharon Baker             | Oláh Orsolya                          |

## Betétdalok
| Magyar                          | Magyar                                                                                          | Angol                       | Angol |
| Dal                             | Előadó                                                                                          | Dal                         | Előadó                                                                                                   |
| ------------------------------- | ----------------------------------------------------------------------------------------------- | --------------------------- | --- |
| Főcímdal                        | Ullmann Zsuzsa                                                                                  | Nature's Pace               | Jenny Jordan                                                                                             |
| Hát hallgass mindig rám         | Makay Sándor                                                                                    | Responsibilities            | Joe Leavitt                                                                                              |
| Másnak mennyit ér               | László Boldizsár Fábry Adrienn Király Viktória Molnár Ilona Orosz Ákos Tarsoly Enikő Tóth Anikó | You're a Most Important You | Jeff Juday Children Chorus                                                                               |
| Micsoda látványos nap           | Csonka András Kassai Károly                                                                     | Really Spectacular Day      | Gary Falcone Jeff Juday                                                                                  |
| Énekeljük hát a szabadság dalát | Fábry Adrienn Király Viktória Molnár Ilona Orosz Ákos Tarsoly Enikő Tóth Anikó                  | The Harmony of Life         | Billy Bodine Francesca Falcone Marc Schillinger Christine Schillinger Laurie A. Schillinger Gary Falcone |

## Televíziós megjelenés
Duna TV, RTL Klub, Minimax, SATeLIT TV, Filmmúzeum, ATV 